# Pader (stad)
Pader is de hoofdplaats van het district Pader in het noorden van Oeganda.
Pader telde in 2002 bij de volkstelling 9949 inwoners.